# Vliegend (Haarlem)
Vliegend is een artistiek kunstwerk in Haarlem. Het is een bronzen abstract beeld van Wessel Couzijn uit 1964, dat op het Prinsen Bolwerk staat.
Volgens de site Haarlemsbeeld.nl betreft het hier een tweede afgietsel. Zij geeft het als omschrijving mee dat het energiek en dynamisch is; het geeft het idee dat het beeld van de sokkel weg wil vliegen. De gemeente Haarlem kocht het beeld, terwijl nog niet bekend was, waar er eventueel plaats voor was.
Het vermoedelijk eerste afgietsel is terug te vinden aan Herengracht 431, de Singelkerk Amsterdam. Couzijn maakte meerdere beelden met de titel Vliegend.

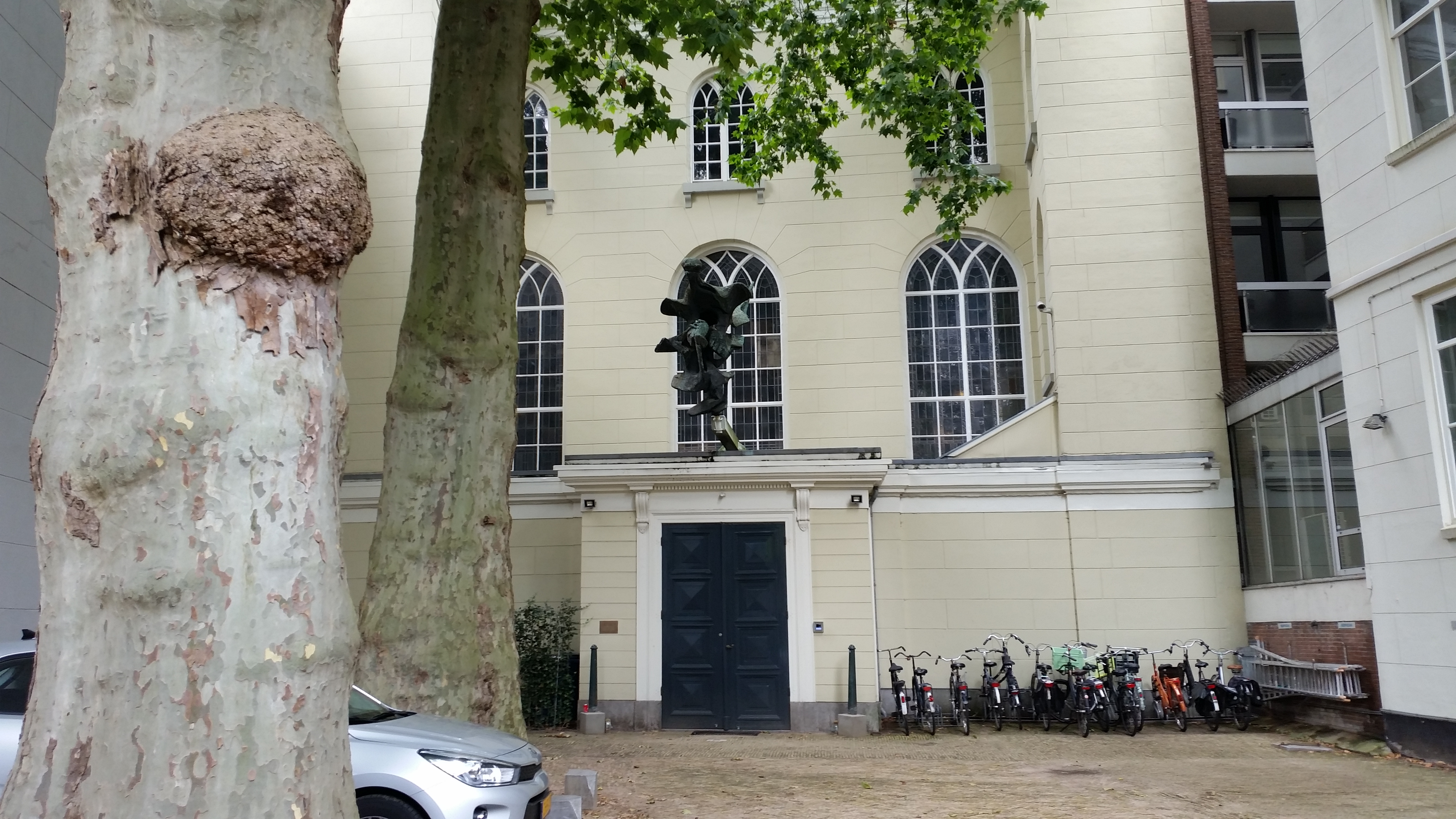
Vliegend in Amsterdam (2020)

1234567 · The Body Building · Costermonument · Hildebrandmonument · Ode aan de bakker · Righetti-beeldengroep · Standbeeld van Frans Hals · Standbeeld van Laurens Janszoon Coster · Treurende Vrouw · Verzetsmonument · Vliegend · Vrouw in het Verzet · Zonnevechter